# 全国信用金庫研修所

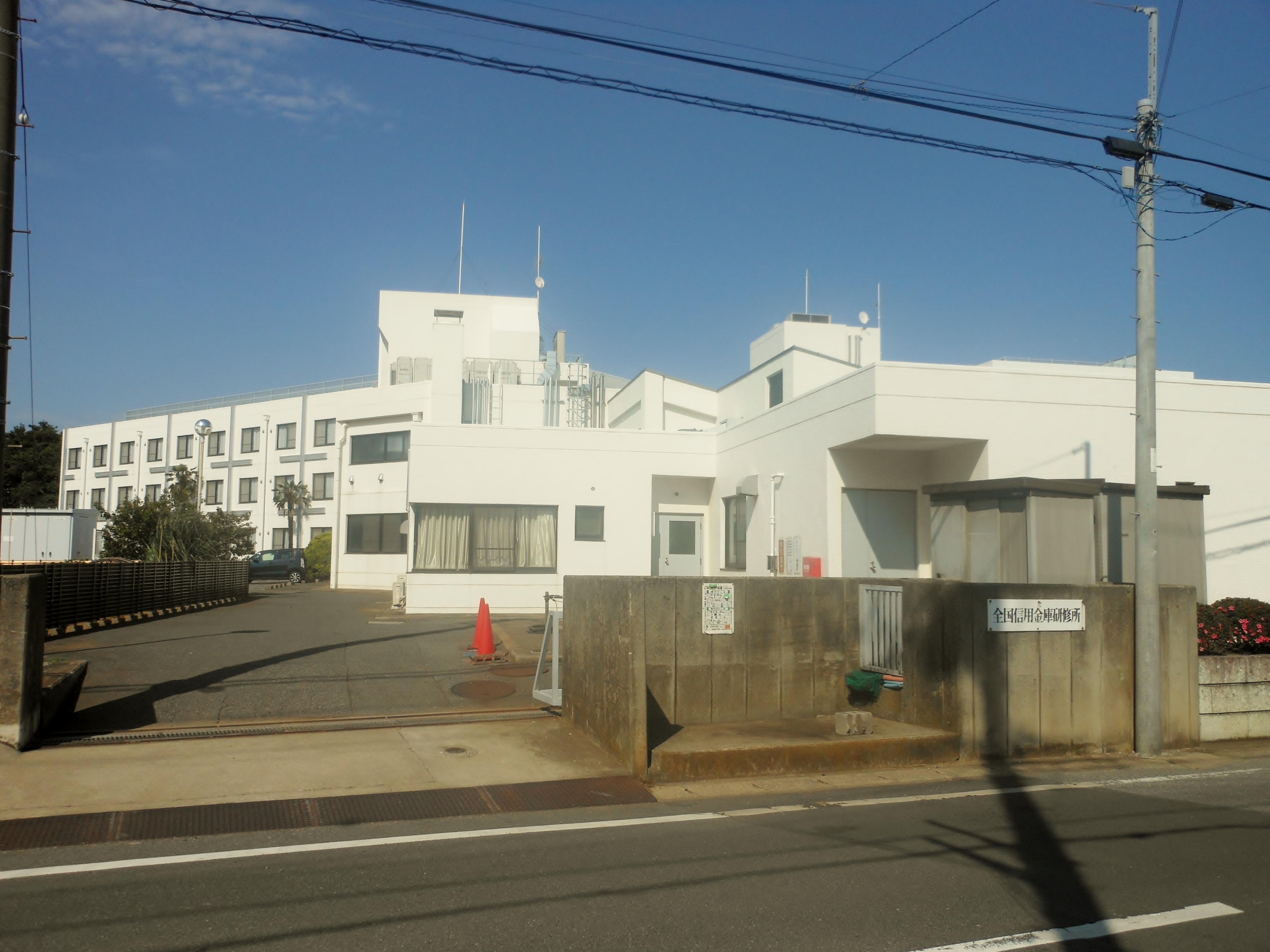
全国信用金庫研修所

全国信用金庫研修所（ぜんこくしんようきんこけんしゅうじょ）とは、全国の信用金庫職員を対象にした研修を行う施設。千葉県鎌ケ谷市初富206番地にある。
2022年3月、老朽化を理由に閉鎖された。

## 概要
各信用金庫が共同で利用する研修施設で1965年（昭和40年）5月に開設された。全国信用金庫協会が当施設の運営を行っており、信金職員向けに階層別、職能別の講座が用意されている。中小企業向けセミナーの会場として使われることも多い。

## 交通
- 京成電鉄松戸線：北初富駅から徒歩。